# Raoul Ehren
Raoul Ehren (24 april 1973) is een Nederlands hockeycoach en voormalig -speler.

## Levensloop
Ehren speelde als hockeyer in de jaren 90 in de Hoofdklasse bij Den Bosch. Hij werd landskampioen in 1998 en ook won hij de Europacup I in 1999. 
In de zomer van 2000 verliet Ehren het tophockey in de Hoofdklasse en verkaste hij naar MOP om er het eerste herenteam te coachen. Een jaar later in 2003 keerde hij alweer terug naar Den Bosch en werd hij assistent onder Herman Kruis bij het eerste damesteam. Met dit team werden alle prijzen gepakt die er te pakken vielen (Landskampioenschappen + Europacups) in alle jaargangen dat hij assistent was. Ehren was in het seizoen 2008/'09 hoofdcoach van de dames van Push uit Breda en liet ze kampioen worden van de Overgangsklasse A, echter zonder promotie af te dwingen (verlies in de nacompetitie). Sinds het seizoen 2009/'10 staat Ehren zelf aan het roer bij de dames van Den Bosch en werden ze onder zijn leiding negen keer landskampioen (in 2010, 2011, 2012, 2014, 2015, 2016, 2017, 2018 en 2021). Daarnaast veroverde hij zeven Europa Cups met zijn ploeg: in 2010, 2011, 2013, 2016, 2017, 2018 en 2021 (EHL).
In december 2020 werd hij benoemd tot bondscoach van het Belgisch damesteam. In deze hoedanigheid volgde hij zijn landgenoot Niels Thijssen op.
In 2024 volgde zijn aanstelling als bondscoach van het Nederlandse damesteam.